# Annabac
Annabac est une série de livres éditée par Hatier chaque année. Ils préparent les lycéens au Baccalauréat, pour chaque section. Ils sont composés d'exercices et de corrections, majoritairement d'anciens sujets du Bac. Son nom vient de la contraction de deux mots : « annales » et « baccalauréat ». Avec l'évolution des technologies, la série Annabac s'est ouverte sur les nouveaux médias et permet par exemple de récupérer sur son baladeur des fichiers informatiques contenant des cours de révision au format mp3.